# Chất dinh dưỡng thiết yếu
Chất dinh dưỡng thiết yếu là chất dinh dưỡng cần thiết cho các chức năng của cơ thể bình thường, mà hoặc là cơ thể không thể tự tổng hợp, hoặc không thể tổng hợp được với số lượng đầy đủ để cơ thể có sức khỏe tốt (ví dụ: niacin, cholin), và do đó cơ thể phải thu nạp từ chế độ ăn uống. Các chất dinh dưỡng thiết yếu cũng được xác định bởi các bằng chứng sinh lý học về tầm quan trọng của chúng trong chế độ ăn uống, ví dụ như bảng Dietary Reference Intake. của Hoa Kỳ.
Một số loại chất dinh dưỡng thiết yếu bao gồm các vitamin, khoáng chất dinh dưỡng, acid béo thiết yếu và amino acid thiết yếu. Nước và oxy cũng cần thiết cho sức khỏe và đời sống con người, nhưng cơ thể không thể tổng hợp được oxy, còn nước là một sản phẩm phản ứng hóa sinh của sự trao đổi chất thì lượng nước sinh ra cũng không đáp ứng đủ nhu cầu. Cả nước và oxy đều cần thiết như là chất phản ứng sinh hóa trong một số quá trình, và nước được sử dụng theo nhiều cách khác nhau như là dung môi, chất mang, chất làm mát, và tham gia vào cấu trúc phân cực, nhưng cả nước và oxy thường không được coi là chất dinh dưỡng.
Các loài khác nhau có các chất dinh dưỡng thiết yếu rất khác nhau. Ví dụ, hầu hết động vật có vú tự tổng hợp được acid ascorbic, và vì thế acid ascorbic không được xem là một chất dinh dưỡng thiết yếu cho các loài đó. Tuy nhiên, acid ascorbic là một chất dinh dưỡng thiết yếu cho con người do con người cần đến nguồn acid ascorbic từ bên ngoài (về mặt dinh dưỡng, acid ascorbic được gọi là vitamin C).
Nhiều chất dinh dưỡng thiết yếu có tính độc hại ở liều lượng lớn. Ngược lại, một số chất dinh dưỡng thiết yếu có thể có trong chế độ ăn điển hình với lượng lớn hơn cần thiết mà không có ảnh hưởng rõ rệt nào.

## Acid béo
- Acid α-linolenic (chuỗi acid béo omega-3 ngắn nhất).
- Acid linoleic (chuỗi acid béo omega-6 ngắn nhất).

## Amino acid
- Isoleucin.
- Lysin.
- Leucin.
- Methionin.
- Phenylalanin.
- Threonin.
- Tryptophan.
- Valin.
- Amino acid thiết yếu đối với cho trẻ em nhưng không thiết yếu đối với người lớn:
  - Histidin.
  - Arginin.

## Vitamin
- Vitamin A (retinol).
- Vitamin Bp (cholin).
- Vitamin B1 (thiamin).
- Vitamin B2 (riboflavin, vitamin G).
- Vitamin B3 (niacin, vitamin P, vitamin PP).
- Vitamin B5 (pantothenic acid).
- Vitamin B6 (pyridoxin, pyridoxamin, hoặc pyridoxal).
- Vitamin B7 (biodin, vitamin H).
- Vitamin B9 (acid folic, folat, vitamin M).
- Vitamin B12 (cobalamin).
- Vitamin C (acid ascorbic).
- Vitamin D (ergocalciferol, hoặc cholecalciferol).
- Vitamin E (tocopherol).
- Vitamin K (naphthoquinoid).

## Chất khoáng dinh dưỡng
- Calci (Ca).
- Chloride (Cl−).
- Chromi (Cr).[2]
- Cobalt (Co) (một phần của vitamin B12).
- Đồng (Cu).
- Iod (I).
- Sắt (Fe).
- Magiê (Mg).
- Mangan (Mn).
- Molypden (Mo).
- Nickel (Ni).[3]
- Phosphor (P).
- Kali (K).
- Seleni (Se).
- Natri (Na).
- Lưu huỳnh (S).[4]
- Kẽm (Zn).[5]

Có sự khác nhau rất lớn về nhu cầu đối với các chất dinh dưỡng. Ví dụ, một người nặng 70 kg có chứa 1,0 kg calci, nhưng chỉ có 3 mg cobalt.

## Các nguyên tố
Nhiều nguyên tố có thể liên quan đến sức khoẻ con người trong các thời điểm khác nhau. 
- Arsenic (As).
- Bor (B).
- Silic (Si).[3]